# Stazione di Bazzano (Valsamoggia)
La stazione di Bazzano è una stazione ferroviaria posta sulla linea Casalecchio-Vignola, gestita dalle Ferrovie Emilia Romagna (FER). Serve il centro abitato di Bazzano, capoluogo del comune di Valsamoggia.

## Storia
L'assetto definitivo della stazione deriva da una serie di successive trasformazioni legate alla presenza di più impianti localizzati nella medesima area e costituiti dal capolinea meridionale della tranvia Castelfranco-Bazzano, posto immediatamente a nord della stazione FER in località Sabbionara e dalla stazione della diramazione Spilamberto-Bazzano della ferrovia Modena-Vignola.
La stazione ferroviaria di Bazzano venne attivata contemporaneamente alla linea, il 28 ottobre 1938.
Dopo la sospensione del trasporto passeggeri, nel 1967,, seguita dalla fine del trasporto merci nel 1995 la stazione venne riattivata il 15 settembre 2003, come capolinea provvisorio della linea proveniente da Casalecchio. La linea venne riaperta fino a Vignola il 19 settembre dell'anno successivo.

## Movimento
Il servizio passeggeri è costituito dai treni della linea S2A (Bologna Centrale - Vignola) del servizio ferroviario metropolitano di Bologna, cadenzati a frequenza oraria tra Bologna e Vignola, con rinforzi alla mezz'ora nelle ore di punta tra Bologna e Bazzano.
I treni sono effettuati da Trenitalia Tper nell'ambito del contratto di servizio stipulato con la regione Emilia-Romagna.
A novembre 2019, la stazione risultava frequentata da un traffico giornaliero medio di circa 813 persone (405 saliti + 408 discesi).

## Interscambi
La stazione è servita da bus extraurbani che la collegano con i centri di Zocca, Monteveglio, Tolè, Savigno, Castelletto, Castello di Serravalle, Castelfranco Emilia, Spilamberto, Guiglia, Calcara, Ponte Samoggia.